# Cinema Paradiso
Cinema Paradiso (Originaltitel: Nuovo Cinema Paradiso) ist ein italienischer Film aus dem Jahr 1988, geschrieben und gedreht von Giuseppe Tornatore. Der Film erzählt die Geschichte der Menschen eines Dorfes auf Sizilien und ihres Kinos von den 1940er bis in die 1980er Jahre.

## Handlung
Der Film behandelt fast vollständig durch Rückblenden die Kindheit des Filmregisseurs Salvatore di Vita in dem fiktiven sizilianischen Fischerdorf Giancaldo. Die filmische Erzählung setzt mit einer Szene im Rom der 1980er Jahre ein. Salvatore, ein international erfolgreicher Regisseur, kehrt heim und erfährt dort von seiner deutlich jüngeren Freundin, dass seine Mutter aus Sizilien angerufen habe, um die Nachricht vom Tod des alten Filmvorführers Alfredo zu übermitteln. Dieses Ereignis benutzt der Film einerseits dazu, den inzwischen erwachsenen Salvatore an den Ort seiner Kindheit zurückzuführen, damit er an der Beerdigung teilnehmen kann, andererseits ist der Tod der Auslöser einer imaginären Reise in die Erinnerung an die Zeit, als Salvatore noch ein Kind („Toto“) war.
Salvatore erinnert sich an seine Kindheit in den späten 1940er Jahren, die er als Halbwaise zu einem großen Teil im Kino des Ortes, dem „Cinema Paradiso“, zugebracht hat. Nachdem sein väterlicher Freund, der Vorführer Alfredo, bei einem Brand im Kino sein Augenlicht verloren hatte, durfte der kleine Junge im wieder aufgebauten Kino, dem „Nuovo Cinema Paradiso“, arbeiten. Als Jugendlicher verliebt er sich in Elena, Tochter eines wohlhabenden Bankiers. Die Liebe findet jedoch ein unglückliches Ende, als Elenas Familie wegzieht. Sie verabreden ein Treffen im Kino, doch Elena taucht nicht auf. Nach Salvatores Wehrdienst drängt Alfredo ihn, nach Rom zu ziehen, um etwas aus seinem Leben zu machen. Alfredo verbietet ihm, zurückzukehren oder ihn zu besuchen.
Erst nach 30 Jahren kehrt Salvatore wieder nach Giancaldo zurück. Er selbst und der Ort sind andere geworden. Deutlich wird dies vor allem an dem Gebäude des „Nuovo Cinema Paradiso“ selbst, das leersteht und abgerissen werden soll, um Parkplätzen Platz zu machen. Alfredo aber hat Salvatore als Überbleibsel des Kinos und seiner Geschichte eine Filmrolle mit aneinandergereihten Kuss-Szenen hinterlassen, die er auf Geheiß des Dorfpfarrers über die Jahre aus den Filmen schneiden musste.

## Hintergrund
Obwohl Tornatore keinen autobiografischen Film abliefert, ist Cinema Paradiso doch in mehrfacher Hinsicht mit seinem eigenen Werdegang verknüpft. Zum einen sind die allgemeinen Lebensumstände der Filmfigur Salvatore und des Regisseurs Tornatore ähnlich. Beide haben ihre Kindheit in Sizilien verbracht, beide haben den Ort ihrer Kindheit und Jugend verlassen und beide haben ihre Liebe zum Film zum Beruf gemacht. Zum anderen gewinnt dieser Bezug konkret Gestalt in dem Umstand, dass Tornatore seinen sizilianischen Heimatort, Bagheria, zum Drehort wählt.
Neben der Erzählebene, die das Heranwachsen Salvatores beschreibt, erzählt der Film darüber hinaus auch die Geschichte des Kinos, nicht nur des Gebäudes in Giancaldo, sondern auch die des Films und des Filmeschauens. So nutzt Tornatore die Szenen mit Filmvorführungen immer wieder dazu, um Klassikern der Filmgeschichte Reverenz zu erweisen und mit Hilfe dieser Einblendungen auch seine Geschichte zu erzählen und zu kommentieren. Unter anderem zeigt er Szenen aus Renoirs Nachtasyl (1936), Fellinis Vitelloni (1953), Chaplins The Knockout (1914) und Viscontis Die Erde bebt (1948). Aufgrund dieser interfilmischen Referenzen behandeln Kritiker Cinema Paradiso als „nostalgischen, postmodernen Film“.

## Director’s Cut
Neben der Kinofassung wurde ein knapp 50 Minuten längerer Director’s Cut angefertigt. Dieser verschiebt die inhaltliche Gewichtung des Films. Während in der Kinofassung die Beziehung zwischen Toto und Alfredo das zentrale Element bildet, rückt die Langfassung die Liebe zu Elena in den Mittelpunkt.
Nach seiner Rückkehr nach Giancaldo und Alfredos Begräbnis entdeckt Toto ein junges Mädchen, das ihn sofort an die junge Elena erinnert. Er folgt ihr und findet heraus, dass das Mädchen die Tochter seiner Jugendliebe ist. Nach anfänglichen Zweifeln überwindet er sich, Elena anzurufen, und er bittet sie, sich mit ihm zu treffen. Sie verwehrt ihm diesen Wunsch, ändert später aber ihre Meinung und es kommt zu einem emotionalen Wiedersehen. Salvatore will wissen, warum sie damals nicht wie vereinbart ins Cinema Paradiso gekommen sei. Sie erklärt ihm, sie sei sehr wohl dort gewesen, aber eben just in jener Zeit, als er gerade auf der Suche nach ihr gewesen sei. So sei sie auf Alfredo getroffen, der sie gebeten habe, sich nicht mehr mit Toto zu treffen, da er der Ansicht gewesen sei, diese Liebe könne dessen Zukunft gefährden. Alfredo habe versucht, sie davon zu überzeugen, dass es das Beste wäre, Salvatore hinter sich zu lassen. Sie sei sich aber unsicher gewesen und habe Toto eine Nachricht hinterlassen, die dieser allerdings nicht gefunden habe.
Durch sein Handeln ist aus Toto zwar ein erfolgreicher Filmemacher geworden, die Liebe seines Lebens blieb ihm damit aber verwehrt. Dreißig Jahre später finden Toto und Elena nun wieder zusammen und verbringen eine gemeinsame Nacht. Salvatore möchte ihre Liebe wieder aufleben lassen, doch Elena entscheidet sich für ihre Familie. Ihrer Meinung nach gibt es für ihre Liebe keine Zukunft, nur die Vergangenheit. So kehrt Salvatore nach Rom zurück und schaut sich die Filmrolle an, die Alfredo ihm hinterlassen hat.

## Kritik
„Ein nostalgisch gefärbter Film, der die Geschichte des Kinos als Erlebnisort und Hort der Träume ebenso erzählt wie die fragmentarische Geschichte Siziliens. Er knüpft an die Idee des Kinos als ‚Kunst der Emotionen‘ an und entwickelt in dieser Beziehung eine faszinierende Kraft. Sentimentalitäten werden dabei stets durch feinen Humor, leise Ironie und pointierten Witz gebrochen.“

„Cinema Paradiso ist eine lustige, warmherzige, sentimentale Feier des Kinobesuchs, bei der das Kino als Metapher für eine Epoche, eine verlorene Unschuld und eine unwiederbringliche Vergangenheit verwendet wird.“

## Auszeichnungen
Cinema Paradiso gewann 1990 den Oscar als bester fremdsprachiger Film. Giuseppe Tornatore gewann 1989 auf den Filmfestspielen von Cannes den „Großen Preis der Jury“ und wurde mit dem Europäischen Filmpreis geehrt. Für seine Darstellung des Alfredo erhielt auch Philippe Noiret den Europäischen Filmpreis als bester europäischer Schauspieler.

## Synchronisation
| Rolle           | Darsteller       | Deutsche Synchronstimme |
| Alfredo         | Philippe Noiret  | Wolfgang Hess           |
| Anna            | Isa Danieli      | Maria Landrock          |
| Dorftrottel     | Nicola Di Pinto  | Gudo Hoegel             |
| Elena           | Agnese Nano      | Katrin Fröhlich         |
| Kinobesitzer    | Leo Gullotta     | Alexander Allerson      |
| Maria           | Antonella Attili | Marion Hartmann         |
| Maria (alt)     | Pupella Maggio   | Carola Höhn             |
| Pater Adelfio   | Leopoldo Trieste | Norbert Gastell         |
| Salvatore       | Marco Leonardi   | Michael Roll            |
| Salvatore (alt) | Jacques Perrin   | Hartmut Reck            |
| Spaccafico      | Enzo Cannavale   | Mogens von Gadow        |
| Toto            | Salvatore Cascio | Gabor Gomberg           |